# Nic nie dane jest na zawsze
Nic nie dane jest na zawsze – pierwszy album solowy Marka Torzewskiego, wydany 11 maja 2002 roku przez wydawnictwo muzyczne EMI Music Poland. Album zawiera 11 premierowych kompozycji oraz jeden bonusowy utwór w postaci remixu.
Album uzyskał status platynowej płyty.

## Lista utworów
Sporządzono na podstawie materiału źródłowego.
1. „Nie oczekuję już”
2. „Nic nie dane jest”
3. „Otwórz serce swe”
4. „Bravissimo!”
5. „Vivo per lei”
6. „Nie ma rady na miłość złą”
7. „Wiem, że nic”
8. „Tyle jest do serca Twego dróg”
9. „Pokochaj mnie przez jedną chwilę”
10. „Niente per sempre”
11. „Bravissimo!” (bonus remix track)
12. „Do przodu Polsko!”